# Asura eschara
Asura eschara är en fjärilsart som beskrevs av Swinhoe 1894. Asura eschara ingår i släktet Asura och familjen björnspinnare. Inga underarter finns listade i Catalogue of Life.